# Macrolaimus taurus
Macrolaimus taurus är en rundmaskart. Macrolaimus taurus ingår i släktet Macrolaimus och familjen Panagrolaimidae. Inga underarter finns listade i Catalogue of Life.